# (10149) Cavagna
(10149) Cavagna est un astéroïde de la ceinture principale.

## Description
(10149) Cavagna est un astéroïde de la ceinture principale. Il fut découvert le 3 août 1994 à San Marcello Pistoiese par Maura Tombelli et Andrea Boattini. Il présente une orbite caractérisée par un demi-grand axe de 2,18 UA, une excentricité de 0,03 et une inclinaison de 6,1° par rapport à l'écliptique.

## Compléments